# Januariusz
Januariusz – męskie imię pochodzenia łacińskiego, oboczna  forma imienia January.
Januariusz imieniny obchodzi 19 stycznia i 19 września.